# Parafia Matki Bożej Nieustającej Pomocy w Łodzi (polskokatolicka)
Parafia Matki Bożej Nieustającej Pomocy w Łodzi – nieistniejąca parafia Kościoła Polskokatolickiego w RP, niegdyś położona w dekanacie warszawsko-łódzkim diecezji warszawskiej.
Parafia Matki Bożej Nieustającej Pomocy w Łodzi została zorganizowana przed II wojną światową jako placówka Polskiego Kościoła Starokatolickiego, przejmując 10 listopada 1945 świątynię po parafii Kościoła Ewangelicko-Augsburskiego w dzierżawę. Świątynia tej już byłej parafii, adaptowana z domu modlitwy braci morawskich (herrnhutów) od kilkunastu lat stoi opuszczona. 6 września 1948 parafia przeszła pod jurysdykcję Polskiego Narodowego Kościoła Katolickiego (ob. Kościół Polskokatolicki), następnie 14 listopada 1948 konsekracji kościoła dokonał bp Józef Padewski. W 1959 proboszczem parafii został ks. Zygmunt Gnyp.
1 października 1990 ewangelicy wymówili dzierżawę, a parafię przeniesiono na ul. Zachodnią 16 do przydzielonego przez miasto lokalu. W 2000 ze względu na brak godziwego obiektu i środków na utrzymanie parafia została zlikwidowana, wierni natomiast zostali przydzieleni do parafii Świętej Rodziny przy ul. Limanowskiego.
Kościół parafialny Matki Bożej Nieustającej Pomocy został zbudowany według projektu wrocławskiego architekta T. Grunewalda, poświęcony 2 listopada 1913. Świątynia przykryta dachem mansardowym ma duże arkadowe okna z wieżyczką sygnaturki. Skromną architekturę wzbogacają boczne ryzality z portalami wejściowymi. Swoim wyglądem budynek nawiązuje do protestanckich barokowych domów zborowych. Po 1945 budynek został przekazany Polskiemu Kościołowi Starokatolickiemu, a od kilkunastu lat stoi opuszczony. Ostatnio posesja została sprzedana. Nowi właściciele na razie remontują budynek frontowy.